# أبو الفتوح عبد الرازق
أبو الفتوح عبد الرازق (مواليد 12 فبراير 1987)  هو لاعب كرة يد مصري لعب لصالح نادي سموحة الرياضي والمنتخب الوطني المصري.  
كان جزءًا من تشكيلة منتخب مصر في دورة الألعاب الأولمبية الصيفية لعام 2008.   